# Виктор Кускин
Виктор Григорјевич Кузкин (рус. Виктор Григорьевич Кузькин; Москва, 6. јул 1940 − Сочи, 24. јун 2008) био је совјетски и руски хокејаш на леду, а потом и хокејашки тренер који је током играчке каријере играо на позицијама одбрамбеног играча. Заслужни мајстор спорта Совјетског Савеза од 1967. и члан Хокејашке куће славних ИИХФ-а од 2005. године. Потпуковник Совјетске армије.
Целокупну играчку каријеру провео је у редовима московског ЦСКА за који је играо пуних 18 сезона (од 1958. до 1976. године). Са 13 титула националног првака један је од најуспешнијих руских хокејаша свих времена (заједно са Владиславом Третјаком). У совјетском првенству одиграо је 530 утакмица и постигао 71 погодак.
За сениорску репрезентацију Совјетског Савеза играо је од 1962. до 1973. и у том периоду одиграо је 176 утакмица и постигао 19 погодака. Са репрезентацијом је освојио три златне олимпијске медаље на ЗОИ 1964, ЗОИ 1968. и на ЗОИ 1972 године, тејош 6 титула светског првака.
По окончању играчке каријере Кузкин је на иницијативу тадашњег главног тренера ЦСКА Константина Локтева постао његов помоћник и на тој позицији остао је пуних 17 година (1976−1988. и 1991−1999). Од 1999. до 2005. радио је као главни тренер екипе ЦСК ВВС из Самаре.
Преминуо је од срчаног удара током роњења у близини Сочија 15. јануара 2012. године.